# Bert Firman
Bert Firman, geboren als Herbert Feuermann, auch Herbert Feuerman (* 3. Februar 1906 in London; † 9. April 1999 ebenda) war ein britischer Bandleader und Geiger.
Firmans Mutter kam aus Polen, sein Vater aus Österreich-Ungarn, nach England eingewandert Ende der 1880er-Jahre. Sein Vater und seine drei älteren Brüder waren ebenfalls Musiker. Firman lernte früh Violine und studierte mit einem Stipendium an der Guildhall School of Music and Drama in London. Noch als Jugendlicher vermittelte ihm sein Vater Jobs als Musiker in Theatern und Hotels; 1921 spielte er einen Zigeunergeiger im Musical Sally im Winter Garden Theatre in der Drury Lane. Das Engagement dauerte zwei Jahre. Während dieser Zeit nahm er den Namen Firman an. Danach spielte er im Midnight Follies Orchestra im Metropole Hotel und wurde mit nur 16 Jahren nach Ausfall seines Vorgängers dessen Bandleader. 1925 wurde er musikalischer Leiter bei Zonophone Records (einem Unter-Label von His Master’s Voice, er war dort bis August 1928, sein Nachfolger war sein Bruder John Firman) und spielte zahlreiche Aufnahmen mit eigener Band ein. Er wurde Leiter der Band im Gordon Hotel und nahm neben Zonophone auch für Homochord auf. In England war er in den 1920er-Jahren sehr erfolgreich, wobei er nicht nur eine, sondern mehrere Bands hatte, die unter anderem in Theaterproduktionen, im Devonshire Restaurant (1927) und Carlton Hotel spielten. Neben seiner Bigband hatte er auch kleinere Gruppen, so die Rhythm Eight (in denen unter anderem Jack Jackson, Sylvester Ahola, Arthur Lally, Frank Guarente, Max Goldberg, Danny Polo und Chelsea Quealey spielten).
1929 erhielt er einen Sechsmonats-Vertrag als Gastdirigent des NBC-Orchesters in den USA und war in dieser Zeit auch Studiomusiker in Hollywood.
Nach der Rückkehr nach London gründete er eine Band, die im Ciro’s und dann ab 1932 im Les Ambassadeurs Restaurant in Paris viele Jahre spielte. Ihr gehörten der Pianist Sam Costa und der Saxophonist Freddy Garner an. Er war mit seiner Band auch in Ostende und Monte Carlo. 1937 kehrte er nach London zurück, wo er bis 1939 eine neue Band im London Casino leitete. Er war in dieser Zeit auch regelmäßig bei BBC und Radio Luxembourg zu hören. Ende 1939 hatte er eine Band im Café de Paris in London.
Im Zweiten Weltkrieg war er ab 1940 in der britischen Truppenbetreuung (Stars in Battledress) im Mittleren Osten und Europa und gab dort auch Solo-Violinkonzerte. Nach dem Krieg gründete er eine neue Band in London, als die BBC von ihm die Teilnahme an Vorspielen verlangte, war er verärgert und ging stattdessen nach Paris, wo er im Bagatelle Club spielte. Dort spielten zeitweise auch Django Reinhardt und Stéphane Grappelli. Nachdem der Club verkauft worden war, zog er sich ganz aus dem Musikgeschäft zurück und arbeitete an der Londoner Metallhandels-Börse. 1976 ging er in den Ruhestand.